# Metatron
Metatron (hebr. מטטרון; inne spotykane formy: Metratton, Mittron, Metaraon, Merraton, Matatron, Perier) – serafin wymieniany w kabale i w innych pismach, nie tylko judaistycznych. Znany jako „Ten, który zajmuje tron obok Boga”, Król Aniołów, ulubieniec Boga. Według podań jego śpiew tworzy nowe Zastępy Anielskie.
W kabalistycznym Drzewie Życia zajmuje miejsce w koronie jako przyporządkowany obszarowi Keter. Często utożsamiany z biblijnym Henochem, który za życia został wzięty do nieba, tam został przemieniony w anioła i pełni funkcję boskiego pisarza, zapisującego ludzkie czyny.
Istota z kręgu obcujących bezpośrednio ze Świętym Obliczem; był stworzony razem ze światem lub według innej tradycji nawet wcześniej. W Talmudzie babilońskim (Chagiga 15a) oraz 3 Księdze Henocha 16:1-5 znajduje się wzmianka, iż tannaita Elisza ben Awuja widział go w niebie w pozycji siedzącej, skąd wywiódł wniosek o jego boskim statusie i nazwał „drugą siłą”. Według niektórych tradycji jego inkarnacją ma być także Mesjasz.
Etymologia imienia tego anioła jest niejasna, być może pochodzi od słowa matara – „pełniący straż”; lub metator – „przewodnik, posłaniec”.
We współczesnym ruchu New Age opisywany jako „pan sfery Słońca” – strażnik ciała spirytystycznego. Czołowa postać mistyki Merkawy.

## Metatron w literaturze popularnej
Metatron występuje w następujących powieściach:
- Trylogia Philipa Pullmana – „Mroczne materie”
- Jakub Ćwiek – Kłamca 4: Kill'em All
- Cykl Hala Duncana – „Księga Wszystkich Godzin”
- Dobry omen autorstwa Neila Gaimana i Terry’ego Pratchetta
- Książki Mai Lidii Kossakowskiej – Siewca Wiatru i Żarna niebios, Zbieracz Burz
- Zelman L. H. – Bezsenność anioła
- Piotr Wroński - Metatron[2]

## Metatron w filmie
- Postać Metatrona pojawia się w filmie Dogma w reżyserii Kevina Smitha. Odtwórcą roli Metatrona jest Alan Rickman.
- W serialu Nie z tego świata zostaje wspomniany jako anioł, który spisał Słowo Boże. W sezonie 9. główny przeciwnik braci Winchester. Samozwańczy nowy bóg, zostaje zamknięty w niebiańskim więzieniu.
- W serialu Dobry Omen, w sezonie 2, w postać Metatrona wcielił się Sir Derek Jacobi.

## Metatron w mandze i anime
- Pojawia się w mandze Kaori Yuki Angel Sanctuary.
- Występuje w mandze Kishimoto Seishiego 666 Satan.
- Ukazuje się w mandze Madoki Takadono Devils and Realist.
- W anime Shaman King Metatron jest duchem stróżem jednego z członków X-laws.
- W anime Kaze no stigma Metatron występuje jako duchowa bestia przyzywana przez Catherine McDonald.

## Metatron w grach komputerowych
- W grach komputerowych z serii Silent Hill występuje pieczęć Metatrona – symbol okultystyczny, posiadający jakoby moc rozpraszania wszelakich efektów magicznych.
- Metatron pojawia się w grach video z serii Shin Megami Tensei – między innymi w SMT: Nocturne, gdzie był jednym z dodatkowych bossów (później można było go włączyć do drużyny poprzez fuzję demonów) lub w podserii „Persona”, gdzie w trzeciej, czwartej i piątej części był jedną z Person głównego bohatera.
- W serii Zone of the Enders Metatronem nazywana jest substancja, która pozwoliła ewoluować ludzkiej technologii na kolejny poziom – została ona użyta do stworzenia mechów (robotów bojowych) Jehuty i Anubisa oraz kilku innych.
- W niezależnej grze przygodowo-platformowej FEZ hasło „Metatron” rozwiązuje jedną z zagadek.
- Imię Metatron występuje w tytule gry El Shaddai: Ascension of the Metatron(inne języki), w której wcielamy się w postać Enocha.